# Dipoena origanata
Espèce
Dipoena origanata est une espèce d'araignées aranéomorphes de la famille des Theridiidae.

## Distribution
Cette espèce est endémique du Chiapas au Mexique,.

## Description
Le mâle holotype mesure 1,4 mm.

## Publication originale
- Levi, 1953 : New and rare Dipoena from Mexico and Central America (Araneae, Theridiidae). American Museum novitates, no 1639, p. 1-11 (texte intégral).